# Glomeris rugifera
Glomeris rugifera är en mångfotingart som beskrevs av Karl Wilhelm Verhoeff 1906. Glomeris rugifera ingår i släktet Glomeris och familjen klotdubbelfotingar. Inga underarter finns listade i Catalogue of Life.